# Park prinčeva
Park prinčeva (fr. Parc des Princes) je stadion u Parizu. Stadion je u početku bio "velodrome" (stadion za prateći biciklizam) i cilj utrke Tour de France od 1903. godine, sve do rušenja staze. Danas je to nogometni stadion s kapacitetom od 48.712 sjedala, koji za svoje potrebe koristi nogometni klub Paris Saint-Germain. Bio je i nacionalni stadion do izgradnje Stade de Francea, koji je sagrađen za Svjetsko prvenstvo u nogometu 1998. Stadion i teren pripada vlasniku, gradu Parizu. Ime stadiona, Park prinčeva, je ujedno i ime okolnoga područja iz 18. stoljeća, kada je ono bilo šuma kraljevske obitelji.

## Vanjske poveznice
- Službena stranica

| Prethodnik:   | Domaćin finala Kupa prvaka 1956. | Nasljednik:               |
| (prvo finale) | Domaćin finala Kupa prvaka 1956. | Stadion Santiago Bernabéu |

| Prethodnik:    | Domaćin finala Kupa prvaka 1975. | Nasljednik:  |
| Heysel Stadium | Domaćin finala Kupa prvaka 1975. | Hampden Park |

| Prethodnik:               | Domaćin finala Kupa prvaka 1981. | Nasljednik: |
| Stadion Santiago Bernabéu | Domaćin finala Kupa prvaka 1981. | De Kuip     |